# Sinteză monotopă
În chimie, sinteza monotopă sau sinteza one-pot este o sinteză chimică în care un reactiv suferă mai multe reacții succesive și/sau simultane într-un singur amestec de reacție (un singur reactor, de exemplu), evitând astfel procesele lungi de separare și purificare a compușilor intermediari. Acest tip de reacție este utilizat des și preferat de către chimiști, deoarece le permite să economisească timp și să crească randamentul chimic total. Procesul prin care o sinteză cu mai multe etape este redusă la o sinteză monotopă se numește telescopare.
Un exemplu de sinteză monotopă este sinteza totală a tropinonei sau sinteza Gassman a indolului.
O sinteză monotopă secvențială este o sinteză în care reactivii sunt adăugați în etape, unul câte unul, fără separare intermediară.
Într-o sinteză de acest tip, reacția 3-N-tosilaminofenolului I cu acroleina II produce hidroxichinolină III prin 4 etape secvențiale, fără separarea intermediarilor.